# David Dastmalchian
David Dastmalchian (* 21. července 1975 Allentown) je americký herec, scenárista a filmový producent. Proslavilo ho účinkování ve filmech o superhrdinech.

## Život
Narodil se 21. července 1975 v Allentownu v Pensylvánii. Jeho otec byl íránsko-americký inženýr. Má dvě sestry a bratra. Vyrůstal v Overland Parku v Kansasu, kde navštěvoval místní střední školu a věnoval se dramatickému kroužku.
V dětství se mu na kůži objevilo onemocnění vitiligo. Častokrát byl kvůli tomu zesměšňován a v důsledku toho trpěl depresemi. Později vystudoval The Theatre School na DePaul University. Před zahájením herecké kariéry se pět let potýkal se závislostí na heroinu. O svých zkušenostech napsal scénář k filmu Animals. Rovněž se věnuje programům léčby duševního zdraví a závislosti na návykových látkách. Před začátkem herecké kariéry pracoval v restauraci v Kansas City a později se živil jako rybář.
Na začátku své kariéry hrál spíše v krátkých reklamních spotech.
V roce 2000 zažil filmový debut v Temném rytíři amerického režiséra Christophera Nolana.
Mezi jeho další známé role patří Kurt a Veb v sérii Ant-Man, Abra Kadabra v seriálu Flash, a Polka-Dot Man v Sebevražedném oddílu.
V roce 2014 si vzal Evelyn Leigh. Mají spolu dvě děti a žijí v Los Angeles.

## Filmografie, výběr
- Temný rytíř (2008)
- Ant-Man (2015)
- The Belko Experiment (2017)
- Blade Runner 2049 (2017)
- Ant-Man a Wasp (2018)
- V pasti (2018)
- Frakce (2018)
- Sebevražedný oddíl (2021)
- Duna (2021)
- Ant-Man a Wasp: Quantumania (2023)
- Kostlivec (2023)
- Oppenheimer (2023)